# Wielka przygoda prosiaczka Wilbura: Sieć Charlotty 2
Wielka przygoda prosiaczka Wilbura: Sieć Charlotty 2 (ang. Charlotte's Web 2: Wilbur's Great Adventure) – amerykański pełnometrażowy film animowany produkcji z 2003 roku w reżyserii Mario Piluso. Sequel filmu Pajęczyna Charlotty z 1973 roku. Zrealizowany na podstawie powieści Elwyna Brooksa White’a Pajęczyna Szarloty.
Film opisuje kolejne przygody prosiaczka Wilbura, który zaprzyjaźnia się z barankiem Cardiganem.

## Fabuła
Prosiaczek Wilbur zaprzyjaźnia się z barankiem Cardiganem. Tymczasem właściciel farmy postanawia go sprzedać. Zrozpaczony Wilbur musi interweniować, by odzyskać towarzysza zabaw. Wraz ze szczurkiem Templetonem wyrusza na poszukiwanie przyjaciela.

## Obsada
- David Berón – Wilbur
- Julia Duffy – Charlotta
- Charlie Adler – Templeton, Lurvy
- Amanda Bynes – Nellie
- Anndi McAfee – Joy
- Maria Bamford – Aranea
- Harrison Chad – Cardigan
- Rob Paulsen – Farley
- Debi Derryberry – Fern
- Laraine Newman – Gwen
- Dawnn Lewis – Bessie
- Brenda Vaccaro – Pani Hirsch
- Jerry Houser – Pan Zuckerman
- Valery Pappas – Kurczak
- Nika Futterman – Mały Szczury
- Bridget Sienna – Flo
- Bobby Block – Snotty Lamb
- Pat Fraley – Osioł
- Ashley Ender – Bully Lamb
- Frank Welker – Animals' vocal effects

## Twórcy
- Reżyseria: Mario Piluso
- Producent: James Wang
- Muzyka: Michael Tavera
- Montaż: Christopher Hink

## Wersja polska
Wersja polska: Telewizja Polska Agencja Filmowa

Reżyseria: Dorota Kawęcka

Tłumaczenie: Veronica Di Folco-Zembaczyńska

Dialogi: Ewa Plugar

Dźwięk: Urszula Zaręba-Idzikowska

Montaż: Jakub Milencki

Teksty piosenek: Wiesława Sujkowska

Opracowanie muzyczna: Piotr Gogol

Kierownictwo produkcji: Monika Wojtysiak

Wystąpili:
- Artur Chamski
- Beata Wyrąbkiewicz
- Katarzyna Łaska
- Monika Pikuła
- Beata Jankowska-Tzimas
- Magdalena Krylik
- Waldemar Barwiński
- Tomasz Steciuk
- Włodzimierz Bednarski
- Joanna Jędryka
- Barbara Malzer
- Monika Wierzbicka